# Leucania eyre
Leucania eyre är en fjärilsart som beskrevs av William Schaus 1938. Leucania eyre ingår i släktet Leucania och familjen nattflyn. Inga underarter finns listade i Catalogue of Life.